# Irena Jun
Irena Jun (ur. 17 października 1935 w Hrubieszowie) – polska aktorka teatralna i filmowa, reżyserka teatralna, wieloletnia wykładowczyni Akademii Teatralnej w Warszawie.

## Życiorys
W 1958 ukończyła studia w Państwowej Wyższej Szkole Teatralnej im. Ludwika Solskiego w Krakowie, a 31 maja tego roku zadebiutowała w teatrze. Aktorka Teatru Studio im. Stanisława Ignacego Witkiewicza w Warszawie. Prowadzi także Jednoosobowy Teatr Poezji Ireny Jun w Warszawie.
Występowała w Teatrze Telewizji, m.in. w spektaklach: Mąż i żona Aleksandra Fredry w reż. Ireny Babel (1969), Błękitne miasta Aleksieja N. Tołstoja w reż. Ireny Wollen (1969), Letnicy Maksima Gorkiego w reż. Bronisława Dąbrowskiego (1979), Poletko Pana Boga Erskine Caldwella w reż. Ireneusza Kanickiego (1971) oraz w Weselu Stanisława Wyspiańskiego w reż. Lidii Zamkow (1972), Balu u Salomona Konstantego Ildefonsa Gałczyńskiego w reż. własnej (1980), Elektrze Eurypidesa w reż. Piotra Chołodzińskiego (1995) i w przedstawieniu Agnes Catherine Anne w reż. Anny Augustynowicz (2001).
Grała również w Teatrze Polskiego Radia, m.in. w słuchowiskach Ojciec Brunona Schulza w reż. Zdzisława Dąbrowskiego (1980) oraz Matka odchodzi Tadeusza Różewicza (2000), Gdzie jest ten tani kupiec Alicji Bykowskiej-Salczyńskiej (2005), Chłopcy malowani, chłopcy wybierani Małgorzaty Szymankiewicz (2006) i Okno Anny Mentlewicz jako siostra Hortensja (2009) – wszystkie w reż. Waldemara Modestowicza. 24 grudnia 2008 wystąpiła w słuchowisku Pastorałka wędrowna według własnego scenariusza, które również wyreżyserowała.
Jest żoną aktora Józefa Wieczorka (ur. 1932), mieszkają w Warszawie.

## Filmografia
- Palec Boży (1972)
- Inna (1976) – Stefania Pietrzakowa, matka Mariana
- Rycerz (1980) – wdowa
- Maria Curie (Marie Curie. Une femme honorable) (1990)
- Cwał (1995)
- Portret z pamięci (2011)[2] – babcia Marka

## Odznaczenia
- Srebrny Krzyż Zasługi (1969)
- Złoty Medal „Zasłużony Kulturze Gloria Artis” (9 października 2008)[3]
- Medal Komisji Edukacji Narodowej (1973)
- Brązowe odznaczenie im. Janka Krasickiego (1975)
- Odznaka „Zasłużony Działacz Kultury” (1970)
- Odznaka „Za Zasługi dla Kielecczyzny” (1979)
- Złota Odznaka Klubu Miłośników Teatru w Krakowie za upowszechnianie kultury (1968)

## Nagrody i wyróżnienia
- wyróżnienie na II OPTMF w Szczecinie za rolę w monodramie Sonata Księżycowa Yannisa Seferisa (1967)
- Nagroda Prezydium Rady Narodowej m. Wrocławia za wykonanie Sonaty księżycowej wg wierszy Ritsosa i Seferisa na II WROSTJA we Wrocławiu (1967)
- nagroda plebiscytu „Dziennika Polskiego” (1968)
- II nagroda za Pastorałki polskie na III WROSTJA we Wrocławiu (1968)
- Nagroda na IV Ogólnopolskim Festiwalu Teatrów Jednego Aktora (OFTJA) we Wrocławiu za monodram Śmierć Ofelii według Stanisława Wyspiańskiego w Teatrze Ludowym w Nowej Hucie (1969)
- nagroda indywidualna w konkursie „Bliżej teatru” (1969)
- Wielka Nagroda Publiczności na V OPZTMF w Szczecinie za spektakl Pastorałki polskie Jerzego Harasymowicza (1970)
- Nagroda na V OFTJA we Wrocławiu za monodram Czarownica musi przyjść (1970)
- nagroda Forum Robotniczego na WROSTJA we Wrocławiu (1986)
- Nagroda im. Lidii Zamkow i Leszka Herdegena oraz prywatna nagroda Grand Prix Geras na XV WROSTJA we Wrocławiu za monodram na podstawie Pana Tadeusza Adama Mickiewicza (1991)
- „Złota Maska” (śląska) za reżyserię Ballad i romansów w Teatrze Śląskim im. Stanisława Wyspiańskiego w Katowicach (1997)
- „Feliks Warszawski” – nagroda za najlepszą rolę kobiecą w spektaklu Biesiada u Hrabiny Kotłubaj w Teatrze Studio (2005)
- Nagroda na XXX Opolskich Konfrontacjach Teatralnych za rolę kobiecą w spektaklu Biesiada u hrabiny Kotłubaj Witolda Gombrowicza w Teatrze Studio w Warszawie (2005)
- Nagroda na Ogólnopolskim Festiwalu Komedii „Talia” w Tarnowie za spektakl Filozofia po góralsku w Teatrze Studio w Warszawie (wspólnie z Wiesławem Komasą) (2006)
- Nagroda Przewodniczącego Rady Miejskiej Wrocławia oraz Nagroda im. Ireny Rzeszowskiej na 40.Międzynarodowych Spotkaniach Teatrów Jednego Aktora we Wrocławiu (2006)
- Nagroda na 33. Opolskich Konfrontacjach Teatralnych „Klasyka Polska” za rolę Wernyhory w spektaklu Wesele Stanisława Wyspiańskiego w Teatrze Współczesnym w Szczecinie (2008)
- Nagroda na IX Festiwalu Prapremier w Bydgoszczy za oryginalną realizację tekstu poetyckiego – za spektakl Utwór o matce i ojczyźnie (wspólnie z Marcinem Liberem i Beatą Zygarlicką) (2010)
- Nagroda Publiczności im. Lidii Zamkow i Leszka Herdegena na 44. Międzynarodowych Wrocławskich Spotkaniach Teatrów Jednego Aktora (2010)
- Nagroda Specjalna Jury plebiscytu „Bursztynowy Pierścień” (Szczecin) za wybitne osiągnięcia artystyczne w długoletniej współpracy ze szczecińskimi teatrami, za dobre fluidy w kontaktach ze szczecińską publicznością, za inspiracje, którymi ją obdarza (2010)
- „Splendor Splendorów im. Krzysztofa Zaleskiego”, Nagroda Specjalna Teatru Polskiego Radia (2012)
- Nagroda Polskiego Kina Niezależnego im. Jana Machulskiego w kategorii najlepsza aktorka - za rolę Babci w filmie Portret z pamięci w reż. Marcina Bortkiewicza (2012)[4]
- Nagroda aktorska na 53. Rzeszowskich Spotkaniach Teatralnych za rolę Meter w Utworze o Matce i Ojczyźnie z Teatru Współczesnego w Szczecinie (2014)
- tytuł Ambasadora Polszczyzny w Mowie (2017)[5]
- Nagroda ZASP za wybitną kreację aktorską na 34. Toruńskich Spotkaniach Teatrów Jednego Aktora (2019)
- Nagroda im. Jacka Woszczerowicza za rolę Makryny w Matce Makrynie w reż. Ireny Jun, przedstawieniu Teatru Studio w Warszawie na 60. Kaliskich Spotkaniach Teatralnych (2020)
- Nagroda im. Ireny Solskiej (2022)[6]
- Doroczna Nagroda Ministra Kultury i Dziedzictwa Narodowego za całokształt twórczości (2024)[7]
- Nagroda Specjalna miesięcznika „Teatr” za "konsekwentne tłumaczenie poezji na język teatru, za znalezienie oszczędnej a pełnej formy dla twórczości Różewicza i odsłonięcie jej aktualnych, dojmujących brzmień" (2024)[8]